# よしえサン
『よしえサン』は、1988年から、『モーニングパーティ増刊』（講談社）で連載が始まり、連載途中で雑誌の休刊に伴い、『月刊アフタヌーン』（講談社）に移籍され、2000年まで連載された、須賀原洋行の漫画、また、その主人公の名前。
須賀原をモデルとした「実在漫画家S」の妻である「よしえサン」を主人公とした、名古屋市を中心に繰り広げられる日常を描いたギャグ漫画であり、『気分は形而上』の「実在OL（実在ニョーボ）シリーズ」のスピンオフともいえる作品である。

## 概要
『気分は形而上』の「実在OLシリーズ」とは違い、この作品では家庭での様子を描いている。
この「よしえサン」の連載終了から数年後に始まった連載『よしえサンち』を経て、竹書房から出版されている雑誌「本当にあった愉快な話」に、『実在ニョーボよしえサン日記』として連載された。このように「よしえサン」を主人公にした一連の連載はシリーズと化している。
なお、正式なタイトルは『ニョーボとダンナの実在日記よしえサン』である。単行本は全8巻、文庫本版は全5巻が刊行され、絶版であるが電子書籍として復刊している。
よしえさんは、読者からは「日本一有名なただのOL」と呼ばれた。

## 主なシリーズ

### よしえサンち
『モーニング』（講談社）で、2001年27号から2003年16号にかけて連載された。『気分は形而上』と同じ4コマ形式が取り入れられた。
成長に伴い、アユちんが幼稚園入園、ツッくんが小学校に進学をした点が前作とは異なる。
しかし、単行本の売れ行きこそ悪くはなかったものの、アンケートの結果があまり芳しくなく誌面リニューアルに伴い連載を終了した。新規読者の獲得が難しくなり、固定ファンも雑誌中心から単行本中心へとサイクルを変化させたとみられる。『よしえサン』から続けて読むと、設定に変更があり違和感を感じさせるが、この変更は『それはエノキダ!』において『よしえサンち』の連載開始までの合間の出来事をネタにしたことによる。単行本は全3巻が刊行され、通常コミックス版は絶版であるが電子書籍として復刊している。

### 実在ニョーボよしえサン日記
『本当にあったゆかいな話』および『本当にあったゆかいな話増刊・○○スペシャル』『本当にあった仰天スクープズキュン!』（竹書房）で連載。内容は『よしえサンち』とほとんどそのままであるが、連載雑誌が投稿漫画誌であるため、『気分は形而上』の「実在OLシリーズ」以来の読者投稿コーナー「ちまたの○○」が新設された。アユちんが小学校へ、タクミくんが中学校へとそれぞれ進学をし、ニョーボよりも成長している子供たちに関する話が増えている。なお、増刊では、読者投稿コーナーのみの連載である（「ちまたの○○」とは異なる）。『よしえサン』や『よしえサンち』と比較して、タクミくん関連のネタよりも、ツッくんやアユちん絡みの方に話がシフトしていっているのは、タクミくんが高校生になり思春期を迎えた彼に対して、実父である作者が色々と配慮したためである。現在は単行本第1〜5巻が発売中。単行本では、構成の都合で時系列がバラバラになっている。

### よしえサン日記2 クッキングダンナ
『本当にあったゆかいな話』で現在連載中。「よしえサン日記」で時々行なわれていた、料理紹介に特化したシリーズとなっている。

### 実在ゲキウマ地酒日記
『イブニング』で連載。ダンナが所有する地酒と、それに合うツマミ（とそのレシピ）を紹介する、という内容の作品。基本的にダンナとニョーボは毎回出演しており、3人いる子供達の誰かが登場することもある。2013年10月22日号にて、主要登場人物であるニョーボが既に逝去していたことを執筆、最終回を迎えた。

### 天国ニョーボ
『ビッグコミックスペリオール』にて連載中。ニョーボが「どこでもドア」のようなドアで霊界から現れるという非現実的要素（要するに作者の妄想）が加わっているものの、タクミくんが中国の南京大学へ留学、ツクルくんは私立の大学生、そしてアユちんが高校生となって将棋部に入部すると言うニョーボが亡くなった後のS家の日々の生活を描く。中盤からはニョーボが亡くなるまでの闘病記録が中心となっている。

## 主な登場人物
ダンナとニョーボは、複数の呼称があるが、ここでは利便性のため、ニョーボとダンナに統一する。

### よしえサンち（実在S家）
ニョーボ
主人公。大学時代の合コンで実在マンガ家S（作者）と知り合い、その後結婚して実在夫婦となった。
元“実在OLよしえ”。OL時代は損保会社の計算課に勤務していた（後に専業主婦）。よく「ホホホ」なことを言って、周りをおじぞうにする。また、脳ミソがヒュ〜ヒュ〜のためうっかりやドジが激しいが、物事にこだわらないおおらかな性格の持ち主で、人当たりがよく、コミュニケーション能力が高い。地元球団である中日の大ファン。実家に帰ると、よく実在おとと（弟）をいじめる。
滅多に風邪を引かない、食あたりをしにくいなど非常に健康で丈夫だが、ド近眼。また、子供のころから体がカタく、中学校からはカタい体をなんとかやわらかくしようと体操部に入るものの、担当教師に披露したのはただのジャンプだったという逸話を持つ。体のカタさはその後もかわらず、たびたび作中でネタとなっている。
作品中では「女の海峡一人酒（作詞作曲はダンナ）」と言う曲をよく歌っているが、実母譲りの音痴で、どんな曲でもお経のようなものになってしまう。
結婚当初は家事が苦手で、ダンナが作った料理の手際の良さと美味しさにショックを受けるほどだったが、次第に改善されていった。一方、財テクを駆使していつのまにか一千万円という高額の貯蓄を達成してダンナを驚かせるなど、経済には強い。
子供を持つ事には消極的だったが、旦那の熱意に折れ、出産を決意。第一子の匠クン誕生後は、子供を愛する良き母親となった。しかし子供が全て男の子だったため、「女の子が欲しいわ〜」とぼやいていた。
ペ〜パ〜ドライバー（作品用語で、ペーでパーなドライバーのこと。半濁点が二重丸で表現される）で、『よしえサン』連載当時は、迷走の挙句に目的地とまったく異なる場所（名古屋市総合体育館）に到着してしまったため、子供たちが「総合体育館」にトラウマを抱えたこともあった。
『よしえサンち』では、ダンナの漬かり過ぎたヌカ漬けが嫌いであった為に、夜中に仕事場に忍び込み浅漬けドロボーをしていたが、『よしえサン日記』からは、自らヌカ漬けを始めた。
『気分は形而上』『よしえサン』『よしえサンち』までは、「よしえ大先生」という名義で漫画を描いたことがある。『気分は形而上』『よしえサン』では番外編を、『よしえサンち』では『それはエノキダ!』の単発女性キャラの顔の部分を描いていた。
『イブニング』2013年10月22日号の誌面にて、既に脳腫瘍のため死去していたことが発表された。享年は非公表だが、作者の5歳下だと考えると48か49歳で他界した可能性が高い。
ダンナ
実在マンガ家S。福井県福井市出身。漫画家になる前は公務員として働いていた経験がある。その公務員に採用されたことがきっかけで名古屋デビュー。名古屋に来たばかりの頃は、名古屋弁に苦労した経験がある。数学には弱いものの、家庭科がずっと評価が5であったことも影響し、『よしえサン』『気分は形而上』連載当時は、「クッキングダンナ」として料理を披露し、日本酒をいろいろとコレクションしていた。洗車した次の日には雨が降るジンクスがある。集中して仕事が出来ないと言う理由から身体を締め付けるものが大嫌いで、腕時計や指輪はせず、結婚指輪も作らなかった。猫背に悩んでいる。
ニョーボとは、ディスコの合コンで知り合った。その後『実在ゲキウマ地酒日記』内におけるニョーボの指摘により1987年12月下旬に結婚するも、2013年6月になって結婚25周年を半年過ぎていることに気付いている。
子供時代は体が弱かったこともあり、虚弱体質から抱えた様々なトラウマがあり、それが後に独特のギャグを生み出す元となった。幼い頃に病院でガラス棒をお尻に突っ込まれたことが原因で、ガラス棒が苦手である。風船、ぬいぐるみ、縁日で売っているバチもんの瓶詰めジュースなどを見ると「コドモダンナ」になって、欲しいとニョーボに駄々をこねる。家族の中で唯一巨人の大ファン。
「日本語のうまいフランス人」と表現される独特のモゴモゴとした喋り方をするため、聞き取りにくかったり、変な誤解を受けている。しかし、フランス語がうまく喋れるらしい。
『よしえサン日記』の第10話（第1巻57P）までは、柔かい「社長のイス」を使っていたため、腰の筋肉がなくなってしまった（その後新しい椅子を買う）。ギャンブルに関してはことごとくカモ男。様々な物事に対して強いこだわりがあり、しばしばネタとして登場する（車を批評するときには、S大寺有恒なるキャラクターに扮するなど）。作画上では普通の服装で描かれているが、仕事中はあまりにもルーズな格好でいるため、不審者に間違えられて警察に通報されてしまい、以来、仕事場から自宅への移動時にもスーツを着用するようになった。茂森あゆみの超大ファン。パイナップルが嫌い。
匠君（タクミくん）
長男。平成4年9月生まれ。2012年9月時点で英語を完全にマスター。次に学ぶべき外国語として中国語を選択、語学留学中に20歳の誕生日を迎え成人した。さらに後、法学を学ぶために上海の大学に1年間留学した。名前の由来は、「自分で自分を造りあげていく人生の職人になってほしい」という願いが込められている。顔はニョーボ似。
『よしえサンち』連載当時はエアガンにハマっていた（ファン交流掲示板によると、小学五年生のときに禁止されたとのこと）。『よしえサン』では、机の引き出しの中にはダンナから「中学三年生になったら譲る」という約束でオモチャの手錠をしまっていた（ファン交流掲示板によると、本人の管理が悪いので、現在はダンナが持っているとのこと）。何かとわからないことがあると質問するのだが、その質問魔ぶりにはニョーボもダンナも少々困惑気味。趣味は読書やプラモ。中日ファン。知的な雰囲気があって、記憶力がいい。歴史、法律、科学に詳しい。漫画では、主に「タクミくん」と表記される。『よしえサンち』連載当時（小学校の頃）は、バレンタインチョコを貰った事が2回ある。テレビ愛知のテレビ番組、『海においでよ!』に1回だけ出演したことがある。キウイが嫌い。弟のツッくんやアユちんからは、「ターくん」と呼ばれる。実は結構ガサツ。最近はダンナに似てきている。兄弟の中では、妙に冷めたところがある。髪型が赤ちゃんのときのままであったが4巻より変更。
創君（ツクルくん）
次男。平成7年11月生まれ。2012年時点で高校2年生。名前の由来は、「自分の信念に基づいてゼロから自分の人生を創っていける人間になってほしい」という願いが込められている。顔はニョーボ似。
好きな教科は、国語、図工。ザリガニが好き。折り紙が上手。ギャンブルに関してはプロ級で、イカサマ師が使うグラサイを作ったりする。しかし、父である作者いわく「性格はずる賢くなく家族で1番気のいいやつ」。かつては、大人用オムツでないと漏れてしまうほどの大量のオネショをしていた。『よしえサンち』連載当時、ツッくんが小学校に進学したのにもかかわらず、学習机を置くはずだった場所にニョーボ用の健康器具が置かれたため、代わりに電話台が与えられた。『よしえサン日記』では髪型がロン毛に変わっていたが、中学校での校則などで現在は切っている。4巻より髪型が変更された。将棋教室に通っている。バナナが嫌い。愛称「ツッくん」。『実在ゲキウマ地酒日記』によると最近はお酒に興味を持ち始めた模様。
夢君（アユムくん）
三男。平成10年11月生まれ。2012年時点で中学2年生。帝王切開で産まれてきた。出生当時、なぜか夫婦そろって女の子が生まれてくると思い込んでいたため、ダンナは女の子用に「夢（ゆめ）ちゃん」という名前しか考えていなかったものの、天から発想が降りて来て読みを「あゆむ」とした。名前の由来は、「夢は必ず実現する!夢に向かって自信を持ってあゆむ!!」という願いが込められている（ニョーボいわく「ダンナが人の言うことを聞かないオッサンだから」了承したそうである）。顔はニョーボ似。
兄弟の中で1番のツワモノで、力関係は「アユちん＞ツッくん＞タクミくん」であり、下の子ほど強い。ダンナの子供のころと同じで、足の裏をくすぐらないと眠れない。愛称「アユちん」。愛・地球博でゲットした宇宙金魚を飼っている。グレープフルーツが嫌い。勉強を志したり星新一を読むなど、兄弟の中では大人びてきている。髪型は、ダンナが面白いという理由で現在もそのままである。また、『実在ゲキウマ地酒日記』によると最近では、ツッくん同様お酒に興味を持ち始め、飲もうとして母であるニョーボに止められたり、20歳になったタクミくんの飲んでいる酒を奪おうとする描写も見受けられる。

### 母だがね一家（ニョーボの実家）
母だがね
ニョーボの実母。ニョーボたちが住んでいるマンションの近くに住んでいる。梅干を漬けている。語尾に「だがね」と言う。たまにニョーボと同様、ホホホなことを言う。「栄の母だがね」というプロの占い師で、よく家事を放棄してまで仕事に出かけるので、家族には、ヒンシュクをかっている。株が趣味である。ペ〜パ〜ドライバーで、走るのが非常に遅い。音痴。「母だがね」と言う字の入った上着を着ている。ニョーボやパソコンおととの顔立ちは彼女譲り。
お父さん
ニョーボの実父。角刈りのヘアスタイルに無口な性格で、一見近寄りがたそうな雰囲気を醸し出しているが、大の甘党の一面も。また睡眠の際の鼾が酷い。車の運転好き。ラリーに凝っており、目的地までの時間、燃費にこだわる。『よしえサン日記』からは、全く登場していない。
パソコンおとと
ニョーボの実弟。Sよりも10歳年下。ニョーボにいつもいじめられている。パソコンおたく。機械に強い。マンガ家Sのアシスタント。元々、アシスタントのニョーボが旅行で不在だった為に、臨時で呼んだのだが、そのままレギュラーになった。当初は、普通の顔で描かれていたが、パソコンおたくと言うことが発覚した時点から、顔がパソコンのモニターの顔で描かれている（顔立ちは母だがねや次姉であるニョーボに似ており、街中で見かけてもニョーボの弟だと分かるぐらいよく似ているらしい）。マックを敵視している。名前は、「ヒロユキ」というらしい。初期の頃は、「おとと」と言う字の入った上着を着ていた。
アキちゃん
ニョーボの実姉。Sと同い年。ニョーボよりも先に結婚した。ニョーボと声が似ているらしい。須賀原漫画に登場する一連の女性キャラよりも若干釣り目気味に描かれていて、母だがねに似ているニョーボやおとととは顔立ちが異なっている。出番が少ない。
サトミちゃん
アキちゃんの娘。『よしえサン』以降全く登場していない。ダンナとニョーボの姪で、三兄弟の従姉にあたる。
タカくん
アキちゃんの息子。サトミちゃんの弟。『よしえサン』以降全く登場していない。ダンナとニョーボの甥で、三兄弟の従兄にあたる。
アキちゃんのダンナ
現役バリバリのサラリーマン。『よしえサン』以降全く登場していない。ダンナとニョーボの義兄で、三兄弟の伯父にあたる。

### 福井のダンナ（マンガ家S）の実家
ダンナのお父さん
ダンナの実父。元福井新聞の記者で、転勤族。猫背ではない。出番が少ない。豪快な性格のようで、常に「わははは」と笑っている。将棋が得意。麻雀はプロ級、学生時代は雀荘で代打ちをしていた。
ダンナのお母さん
ダンナの実母。出番が少ない。『よしえサン』以降全く登場していなかったが『よしえサン日記』4巻で倒れたために再登場した。「母やざ」と言う字の入った上着を着ていた。パチンコが得意。『気分は形而上』連載初期には、ダンナが故郷に帰ったところ、ゴキブリを餌付けしていたと描かれたこともある。『気分は形而上』のキャラクターであるゴキブリの「ゴキちゃん」登場のきっかけとなった出来事の1つが、母によるゴキブリの餌付けだと言われている。
ダンナの弟
ダンナの実弟。つまり三兄弟の叔父に当たる。京都に住んでいたこともあったが、現在は福井県の敦賀に住んでいる。ダンナ同様メガネをかけているが、ダンナに比べると少々凛とした表情で描かれている。子供時代は兄であるダンナといつも勝負ごとをしていた。『よしえサン』以降全く登場していない。「わし」という字の入った上着を着ていた。
ハルミさん
ダンナの弟の妻。つまり三兄弟の叔母に当たる。交際していた時は、京都に住んでいた。巨人の呂に似ている。てきぱきと家事をこなす。『よしえサン』以降全く登場していない。交際していた当時は、「うちどすえ」と言う字が入った上着を着ていた。
ダンナの弟の息子
ダンナの甥。すなわち三兄弟の従兄弟に当たる。『よしえサン』以降全く登場していない。
ダンナの伯母さん
『よしえサン日記』の第3話の回想部分のみ登場。ダンナが3歳の時に、敦賀の海で無理やり沖まで連れて行かせたために、ダンナが水を怖がるようにさせた張本人でもある。

### その他
Kさん
ニョーボのママ友。元マタニティブルーだったが、ニョーボの能天気さにつられて克服した。『よしえサン』連載当時は、姑と仲が悪かったが、ニョーボのアドバイスなどもあり、現在は仲直りしている。『よしえサンち』以降全く登場していない。
Y村さん（吉村さん）
マンガ家Sのアシスタント。プロのイラストレーター。
隣人たち
『よしえサンち』から登場。よくオチコマ、欄外で「ろーんがい」という（オチコマの場合は、ファミレスでよくステーキ、トンカツの2つを注文している）。『よしえサンち』以降全く登場していない。ダンナに黙ってこっそり"シュフフ"なドライブや、ファミレスで食事している。旧伊勢神トンネルで一回、心霊体験をした。
はっちさん
プロのオペラ歌手。漫画家Sとはネットを通じて知り合う。Sが漫画家であることを知り、『気分は形而上（うああ）』のオペラ化に尽力する。『よしえサン』以降、全く登場していない。
『よしえサン日記』の担当
よくニョーボの提案にツッコミを入れる。最近は、出番が少ない。
『よしえサンち』の担当
『よしえサンち』の最終回のみ登場。
落Iさん
『よしえサン』の担当。キャラクター名が「O合」では語呂が悪いと、自ら提案して「落I」としたが、そのせいで本名がバレた。ペ〜パ〜ドライバー。仕事の為などと言って自宅にFAXを買ってアダルトビデオの情報をたくさん仕入れているらしい。
I井さん
「気分は形而上」の担当編集者。「モーニング編集部のよしえサン」と呼ばれており、須賀原漫画の中ではニョーボと同じような顔立ちで描かれている。また、ニョーボと2人で会話すると空間がねじ曲がる。普段は「タントーよっ」と書かれた上着を着ている。
S藤さん
『よしえサン』の担当。実家は神奈川県にあるため、遠距離通勤をしている。S藤さんの書く「ア」は、誰にも読めない。いい歳して大のペカチューファン。
Z間さん
『よしえサン』の担当。大酒のみ。現在は結婚している。
けつつ公園に来るおばさん
『よしえサン』のみ登場。相手を見つけるといきなり近寄り、かなり干渉めいたことを言う。相手が反論すると最後に「この子育て理論で息子を二人とも東大に入れた」と言うために、Kさんは不快に思っていた。しかし、ニョーボは頭がヒューヒューなので特に気にならなかった。
Nちゃん
『よしえサンち』から登場。テレビ愛知のディレクター。匠君が同局のテレビ番組に出演するまでは、ダンナはそのことを知らなかったが、ニョーボは隣人との情報交換で既に知っていた。『よしえサンち』以降全く登場していない。
Mさん
ダンナが花粉症で困っているときに発見したHPの開設者。同じく名古屋市に住んでいる。「マスクオタク」。
H川さん
『よしえサン』の担当。『気分は形而上』にも登場している。浮気性。
忘れ物チェックの係のしっかり者の女子
アユちん、ツッくんのクラスのしっかり者の女子。忘れ物チェックの係。忘れ物チェックが非常に厳しく、すぐ先生に報告するために頭が上がらない。

### 愛車

#### 現在使用している車種
プリ子ちゃん（トヨタ・プリウス）
『よしえサンち』から登場。ニョーボの愛車。日常で主に使用される車である。
ビーエム（BMW540i）
『よしえサン』第6巻から登場。ダンナの愛車。以前所有していた525iを手放してからものすごく後悔したため、レンジローバーの後釜として新たに購入。あまり使用されていない。

#### 以前所有していた車種
サニー（昭和58年製）
『よしえサン』初期に登場。ニョーボとの結婚をきっかけに中古で購入。かなりボロかった。そのことをあらわすためにライトもしくはフロントガラスが割れていて、セロハンテープで補修してあったり（されないこともある）、ボンネットにウ○コが乗っていたりしていた。
ビーエム（BMW525i）
サニーの次に購入した愛車。ニョーボにも運転できるようにとAT車にしたが、ダンナがあまりに丁寧に扱い、綺麗に洗車するので怖くて運転できず、後にタツナ〜ミを購入することになる。レンジローバーを購入する為、ディーラーに下取りしてもらった。
フィアット・タツナ〜ミ（フィアット・ウーノ）
上記に記した通り、ニョーボが運転できないので、ニョーボに購入させられた。ニョーボが中日の宇野勝より立浪和義のファンであるため、「タツナ〜ミ」に改名した。非常に手ヌキだらけの車であるが、なぜか憎めないフジギな愛嬌がある。後半に入ると、全く使われなくなり知人に譲った。
ミニ・ケンジントン
フィアット・タツナ〜ミの後釜として購入された、ニョーボ用の車。タクミ君の強い推薦により決定した。ハンドルを真っ直ぐにしていてもどんどん曲がってしまうという、大変アバウトな車だった。なおケンジントンはミニ・メイフェアのオートマティックバージョン。
レンジローバー
ビーエムの次に購入した。ダンナの愛車。近々（作品発表当時）フルモデルチェンジされるが、「これではクラシックな英国趣味は味わえない」という某イギリス車党の大先生であるS大寺有恒のこだわりのために、あえて初代の車種を買った。S大寺有恒は、「レインジ・ローバー」と原音に近い発音にこだわっている。

## 主なパロディ
シリーズを通して、パロディがしばしば使われていたが、『よしえサン日記』からは、その割合が少し減った。なお、東京ディズニーランドのアトラクションなど一部の施設、企業などをシリーズに出す場合、場合によっては著作権や商標権などの関係で絵や名称をそのまま用いることができず、作者特製のいわゆる「ホホホフィルター」でカバーすることがある。

### 企業名、商品名など
- ダイ友→ダイエー、西友
- S友→西友
- ホホスイハウス→積水ハウス
- てすきな奥さん→すてきな奥さん
- ホホ天堂→任天堂
- 74→NINTENDO 64
- ホホホ印のモーターグラフィックTV→カーグラフィックTV、モーターランド
- S大寺有恒→徳大寺有恒
- まちぎゃーだらけのクルマエラビ→間違いだらけのクルマ選び
- クッキングダンナ→クッキングパパ
- VAVIO→VAIO
- JDB→JCB
- ウレトラマン→ウルトラマン
- ウレトラセプン→ウルトラセブン
- 巨大プジ隊員→巨大フジ隊員
- BELaLa→BELOVE、LaLa
- VFO→日清焼そばU.F.O.
- カルル→カール
- MHK→NHK
- 痔A官→自衛官
- 痔A隊→自衛隊
- 海上痔A官→海上自衛官
- A旗→赤旗
- K産党→共産党
- ポケムン→ポケモン
- ペカチュー→ピカチュウ
- ポケットペカチュー→ポケットピカチュウ
- おもいっきしTV→おもいッきりテレビ
- 発見!アリアリ大事典→発掘!あるある大事典
- ポケムンスタジアム→ポケモンスタジアム
- ゴキカメ→ゼニガメ
- けつワラー→エビワラー
- ポケムンカード→ポケモンカード
- ドスキン→ダスキン
- ポケムンずかん→ポケモン図鑑
- 巨大スーパーホホホ堂→イトーヨーカ堂
- 虫さされにムヒホホホ→「ムヒ」虫刺されシリーズ
- ロイヤルデニーラーク→ロイヤルホスト、デニーズ、すかいらーく
- 高須木クリニック→高須クリニック
- ホホニング→モーニング、もしくはイブニング
- ケッツー→日通
- とりり便→ペリカン便
- シャーピ→シャープ
- おかあさんとけつつ→おかあさんといっしょ
- ココワ→コーワ
- イトムン→イトマン
- ナピョナル→ナショナル
- パナピョニック→パナソニック

### そのまま使われている物
- 西友
- 遊戯王カード
- すてきな奥さん
- BELOVE
- モーニング
- NAVI
- がきデカ
- 巨人の星
- あしたのジョー
- 伊東家の食卓
- ザ・ジャッジ!
- ヒゲトリマー